# Seleção Guianense de Futebol Feminino
A Seleção da Guiana de Futebol Feminino representa a Guiana no futebol feminino internacional. São conhecidas pela alcunha de Lady Jaguars, em referência ao animal mascote do time masculino.
Disputa suas principais partidas no Providence Stadium.

## Ligações Externas
- Guyana Women's National Football Team (em inglês) - Página oficial no Facebook